# Amalienborg palota
Az Amalienborg palota (dánul: Amalienborg Slot) a dán királyi család téli rezidenciája Koppenhágában. Az épületegyüttes négy egyforma, klasszicista homlokzatú és belül rokokó stílusú palotából áll, amelyek egy nyolcszögű teret (Amalienborg Slotsplads) vesznek körül. A tér közepén Amalienborg alapítójának, V. Frigyes dán királynak a lovas szobra áll.

## A négy palota
Amalienborg eredetileg négy nemesi család számára épült, azonban miután 1794. február 26-án leégett a Christiansborg palota, a királyi család megvásárolta a palotákat és ide költözött. Az évszázadok folyamán számos király és családja lakott a négy palotában.
Az épületegyüttest alkotó négy palota a következő:

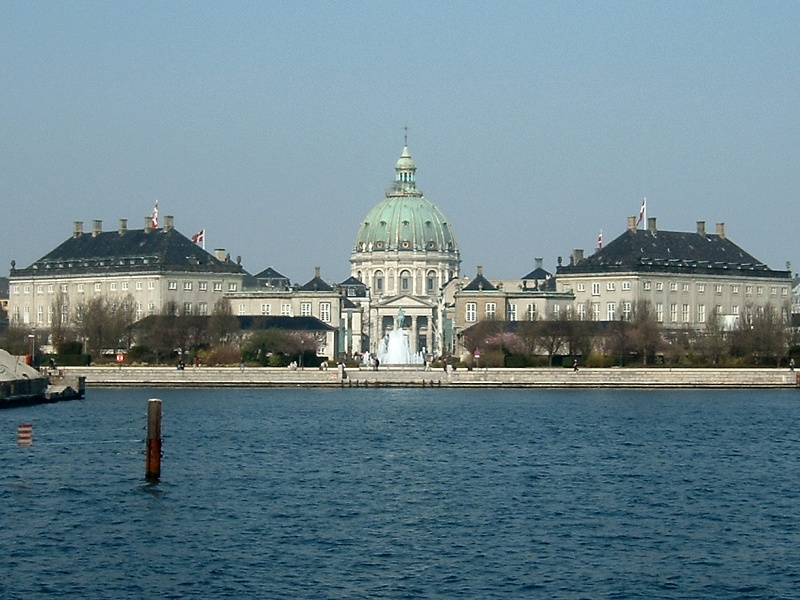
Az Amalienborg palota az Operaház felől nézve. A kupolás épület a Frederikskirke, nem része a palotaegyüttesnek

- IX. Keresztély palotája
- VII. Keresztély palotája
- VIII. Keresztély palotája
- VIII. Frigyes palotája[1]